# 伊森哈根
伊森哈根（發音：[ˈiːzɐnˌhaːɡn̩]）是德国下萨克森州汉诺威地区的市镇，面积59.85平方千米，2023年12月31日人口为24,459人。